# Schoenoplectus osoreyamensis
Schoenoplectus osoreyamensis là loài thực vật có hoa trong họ Cói. Loài này được (M.Kikuchi) Hayas. mô tả khoa học đầu tiên năm 2005.